# Donatisme
El donatisme va ser un moviment paleocristià a la regió de Cartago i Numídia al segle iv. L'església catòlica el considera com una heretgia. Els donatistes van argumentar que el clergat cristià ha de ser impecable perquè el seu ministeri sigui efectiu i que les seves oracions i sagraments siguin vàlids.

## Història
El cisma troba el seu origen en l'oposició del bisbe Donat contra la proclamació de Cecilià com a bisbe de Cartago el 311.
Durant l'anomenada persecució de Dioclecià es va exigir als cristians d'entregar els seus llibres sagrats, però molts s'hi van oposar i van preferir el martiri. Un dels que els va entregar fou el bisbe de Cartago, Mensuri (Mensurius) que s'oposava al martiri considerat una cosa extrema. El 311 Mensuri va morir i el seu ardiaca Cecilià, proper ideològicament, com era costum, fou nomenat en el seu lloc. Però aquest nomenament es va considerar invàlid per molts bisbes de la província perquè Cecilià havia estat consagrat per un dels que havia entregat les escriptures i es va demanar la presència dels bisbes de Numídia per confirmar l'elecció. El bisbe númida Segon de Tigris, cap dels que havien de confirmar la consagració amb el suport dels altres bisbes de Numídia, va convocar un sínode on va cridar a Cecilià per explicar-se i defensar-se de les acusacions. Cecilià no va comparèixer i fou declarat desposseït i excomunicat.
Fou elegit bisbe Majorí, i a la seva mort (313) Donat (II) anomenat el gran. Cecilià es va mantenir amb el suport dels elements moderats i el conflicte es va estendre per tota la província. Cecilià fou considerat el bisbe legal i Donat el bisbe cismàtic.
Constantí el Gran va excloure als donatistes de la tolerància imperial a l'edicte del 313. Els donatistes es van queixar i l'emperador va accedir a nomenar un concili per investigar l'afer format per cinc bisbes gals dirigits per Melquíades I, bisbe de Roma. El concili va cridar a deu bisbes africans de cada bàndol a més de Cecilià; els donatistes estaven encapçalats com a portaveu per Donat de Cases Nigres; finalment Cecilià fou absolt i Donat el gran fou deposat; els altres bisbes donatistes van poder conservar la seva seu amb la condició de tornar a la fe catòlica (Arle, 314). Però el condemnat no es va voler sotmetre i es va queixar a l'emperador i va demanar enviar un comitè a Àfrica; l'emperador va accedir però els comissionats van tornar a decidir a favor de Cecilià (315).
Llavors els donatistes van apel·lar directament a l'emperador que era pagà i que es va molestar per ser requerit a arbitrar en un conflicte intern d'un altra religió. Finalment va acceptar i va cridar a Cecilià i els seus acusadors a Milà (316) i va dictar altra vegada a favor de Cecilià condemnat als seus acusador per calúmnia. Els donatistes s'hi van continuar oposant tot i que ara era un crim contra l'emperador. Constantí va fer com si no passés res. Els donatistes van celebrar un sínode on van ser presents uns 200 bisbes donatistes (330). Constant no va seguir la política del seu pare i va tractar severament als donatistes el que va tindre l'efecte contrari al desitjat. Àfrica estava afectada en aquell moment per uns ascetes anomenats circumcelliones i els donatistes de fet van trobar suport en aquests ascetes.
Cecilià va morir vers el 345 i potser es podria haver solucionat el problema acceptant a Donat com a bisbe però la posició donatista era extrema i ja havien anat massa lluny. Grat va succeir a Cecilià com a bisbe catòlic i el cisma va seguir. Constant va enviar a Pau i Macari a Àfrica per tractar de reconciliar les dues parts i oferir regals a Donat a canvi de la submissió per Donat no va acceptar. Donat de Bagai va aixecar un exèrcit de circumcel·liones, però fou derrotat i decapitat, Donat el gran fou destituït ara per la força i enviat al desterrament i les esglésies donatistes tancades (347).
Al pujar Julià l'Apòstata al poder la cosa va canviar. Per combatre el catolicisme es va aprofitar de les seves escissions, i va permetre als donatistes reobrir les seves esglésies i els seus bisbes desterrats els va deixar retornar a les seves seus. Donat el gran ja havia mort però Parmenià fou reconegut com a successor per l'emperador i el va establir per la força a Cartago. Després de Julià es va tornar aviat a l'anterior política i Valentinià I i Flavi Gracià van dictar lleis contra ells (373 i 375).
Ticoni (Tychonius) autor de Regulas septem ad investigandion intelligentiam Sacrarum Seripturarion, va rebutjar les doctrines novacianes i va conduir al donatisme cap a posicions més moderades que li van assegurar molts partidaris. El 391 el moderat Primià va succeir a Parmenià. Enfrontat a l'extremista Maximinià, el seu diaca, el va excomunicar, però aquest va respondre convocant un sínode (393) que va deposar Primià i va nomenar Maximià al seu lloc. Així hi havia tres bisbes a Cartago, un catòlic, un donatista i un del grup anomenat maximianista.
Sant Agustí va fer diversos escrits contra els donatistes. El 404 en un sínode a Cartago, va demanar a l'emperador Honori de dictar lleis contra els donatistes; l'emperador ho va fer i les esglésies foren tancades i els clergues desterrats, però com que això no disminuïa la seva força es va dictar un edicte de tolerància el 409 que va provocar la còlera de l'església catòlica i va haver de ser retirat.
Es va establir una disputatio a Cartago entre les dues parts, amb 286 bisbes catòlics i 279 donatistes que es van reunir a la ciutat el 411; Agustí i Aureli van parlar pels catòlics i Primià i Patilià pels donatistes, però no es va arribar a cap acord, i finalment el delegat imperial va haver de declarar als donatistes fora de la llei i es van prendre mesures series. El 414 un edicte d'Honori establint un poder civil més fort amb pèrdua de drets pels donatistes, seguida de la prohibició de reunir-se sota pena de mort el 415, els va aturar per un temps, però van reviure amb la invasió de Genseric el rei dels vàndals, a la que van donar suport per la seva enemistat amb el govern imperial.
Encara existien als temps de la invasió àrab.

## Epítet
Durant diversos segles, durant l'Alta Edat Mitjana i la Reforma, es van combatre acusacions de donatisme contra moviments de reforma de l'església que criticaven la immoralitat clerical per motius teològics. Els primers opositors teològics van ser acusats de donatisme foren John Wycliffe i Jan Hus. Wycliffe va ensenyar que la corrupció moral dels sacerdots invalidava els seus oficis i sagraments, una creença que caracteritza el donatisme. Hus va argumentar igualment que el caràcter moral d'un prelat determina la seva autoritat eclesiàstica, una posició que els seus contemporanis comparaven amb el donatisme i la condemnaven com a heretgia al Concili de Constança.
Durant la Reforma, contrareformadors catòlics, com Johann Eck, van acusar els reformadors magisterials de donatisme (tot i que aquests últims s'havien distanciat parcialment de la teologia de Wycliffe per evitar aquesta acusació). Reformadors com Ulrich Zwingli (reformador radical), així com els anabaptistes, van ser etiquetats de donatistes.
Les acusacions de donatisme continuen sent comunes en les polèmiques intra-cristianes contemporànies. Els luterans conservadors a vegades són anomenats donatistes pels seus germans liberals, fent referència a la seva doctrina eclesial i a la seva posició que les esglésies que neguen que el cos i la sang de Jesús es mengen durant la missa no celebren una eucaristia vàlida. A l'Església catòlica, la Fraternitat Sacerdotal Sant Pius X ha estat acusada de creences donatistes.

## Bisbes donatistes de Cartago
- Majorí (Maiorinus) 311-313
- Donat II el gran (Donatus Magnus) 313-355; exiliat el 347
- Parmenià (Parmenianus) 355-391
- Primià (Primianus) 391-393
- Maximià (Maximianus 393-394)
- Primià 394-vers 400 (segona vegada)